# Saison 1991-1992 des Penguins de Pittsburgh
Autres saisons
Saison précédente
En 1991-1992, les Penguins de Pittsburgh, franchise de hockey sur glace de la Ligue nationale de hockey, jouent leur vingt-cinquième saison dans la ligue. L'équipe menée par Mario Lemieux, capitaine et meneur de l'équipe est alors championne en titre. Ils vont parvenir pour la seconde fois consécutive à la finale de la Coupe Stanley, finale qu'ils vont remporter 4 matchs à 0 contre les Blackhawks de Chicago.

## Contexte de la saison
L'équipe 1990-1991 des Penguins remportent la Coupe Stanley mais elle va perdre un de ces atouts : le 29 août 1991, Bob Johnson est conduit par sa femme à l’hôpital. Il est alors atteint d’un cancer au cerveau et son état est plus qu’alarmant. Le 1er octobre 1991, Scotty Bowman, qui est depuis un an dans l'équipe dirigeante des Penguins en tant que responsable du développement des joueurs, est nommé entraîneur par intérim de l’équipe pour la saison. Finalement, Johnson décède le 26 novembre 1991 et Bowman va passer toute la saison derrière le banc des Penguins.

## Saison régulière

### Match après match
Cette section présente les résultats de la saison régulière qui s'est déroulée entre le 5 octobre et le 31 mars.
Nota : Les résultats sont indiqués dans la boîte déroulante ci-dessous afin de ne pas surcharger la page. La colonne « Fiche » indique à chaque match le parcours de l'équipe au niveau des victoires, défaites et matchs nuls. La dernière colonne, la colonne « Pts » indique les points récoltés par l'équipe au cours de la saison. Une victoire rapporte deux points et un match nul un seul point,.

### Statistiques de la saison régulière

#### Statistiques de l'équipe
Les Penguins finissent troisième de leur division, la division Patrick, derrière les Rangers de New York (105 points) et les Capitals de Washington. Les Rangers finissent premier du classement général et remportent le trophée des présidents.
| Division Patrick       | V  | D  | N  | Pts | BP  | BC  |
| ---------------------- | -- | -- | -- | --- | --- | --- |
| Rangers de New York    | 50 | 25 | 5  | 105 | 321 | 246 |
| Capitals de Washington | 45 | 27 | 8  | 98  | 330 | 275 |
| Penguins de Pittsburgh | 39 | 32 | 9  | 87  | 343 | 308 |
| Devils du New Jersey   | 38 | 31 | 11 | 87  | 289 | 259 |
| Islanders de New York  | 34 | 35 | 11 | 79  | 291 | 299 |
| Flyers de Philadelphie | 32 | 37 | 11 | 75  | 252 | 273 |

Les statistiques des Pens en fin de saison régulière sont les suivantes :
- 87 points correspondant à 39 victoires, 32 défaites et 9 matchs nuls → 6e au classement général.
- 343 buts inscrits → Plus grand nombre de buts inscrits.
- 308 buts encaissés → 20e. La franchise encaissant le moins de buts étant les Canadiens (207).
- 1 907 minutes de pénalités → 11e moins grand nombre de pénalités. La franchise la moins pénalisée étant les Canadiens (1 556).

#### Statistiques individuelles
Sur la saison totale, les Penguins entraînés par Scotty Bowman et dont le directeur général était Craig Patrick ont utilisé 37 joueurs :
- 4 gardiens de but,
- 13 défenseurs,
- 20 attaquants
  - 6 ailiers gauche
  - 6 centres
  - 8 ailiers droit.

Tous les joueurs, dirigeants et entraîneurs de l'équipe ont leur nom marqué sur la Coupe Stanley.
Gardiens de buts
|    | Joueur         | PJ | V  | D  | N | Min   | Bc  | Bl | Moy    | B | A | Pun | Commentaires                         |
| -- | -------------- | -- | -- | -- | - | ----- | --- | -- | ------ | - | - | --- | ------------------------------------ |
| 35 | T. Barrasso    | 57 | 25 | 22 | 9 | 3 329 | 196 | 1  | 88,5 % | 0 | 4 | 30  |                                      |
| 40 | F. Pietrangelo | 5  | 2  | 1  | 0 | 225   | 20  | 0  | 84,6 % | 0 | 0 | 0   | A terminé la saison avec les Whalers |
| 1  | W. Young       | 18 | 7  | 6  | 0 | 838   | 53  | 0  | 88,9 % | 0 | 0 | 0   |                                      |
| 31 | K. Wregget     | 9  | 5  | 3  | 0 | 448   | 31  | 0  | 84,7 % | 0 | 0 | 0   | A joué 23 matchs avec les Flyers     |

Défenseurs
|    | Joueur         | PJ | B  | A  | Pts | PUN | Commentaires                     |
| -- | -------------- | -- | -- | -- | --- | --- | -------------------------------- |
| 2  | J. Paek        | 49 | 1  | 7  | 8   | 36  |                                  |
| 3  | G. Jennings    | 53 | 4  | 5  | 9   | 104 |                                  |
| 4  | G. Dineen      | 1  | 0  | 0  | 0   | 0   |                                  |
| 5  | U. Samuelsson  | 62 | 1  | 14 | 15  | 206 |                                  |
| 6  | J. Chychrun    | 17 | 0  | 1  | 1   | 35  | A joué 26 matchs avec les Kings  |
| 22 | P. Stanton     | 54 | 2  | 8  | 10  | 62  |                                  |
| 23 | K. Samuelsson  | 20 | 1  | 2  | 3   | 34  | A joué 54 matchs avec les Flyers |
| 28 | G. Roberts     | 73 | 2  | 22 | 24  | 87  |                                  |
| 29 | P. Bourque     | 58 | 10 | 16 | 26  | 58  |                                  |
| 32 | P. Taglianetti | 44 | 1  | 3  | 4   | 57  |                                  |
| 44 | T. Nelson      | 1  | 0  | 0  | 0   | 0   |                                  |
| 55 | L. Murphy      | 77 | 21 | 56 | 77  | 50  |                                  |
| 77 | P. Coffey      | 54 | 10 | 54 | 64  | 62  | A fini la saison aux Kings       |

Attaquants
|    | Joueur       |    | PJ | B  | A  | Pts | PUN | Commentaires                     |
| -- | ------------ | -- | -- | -- | -- | --- | --- | -------------------------------- |
| 7  | J. Mullen    | AD | 77 | 42 | 45 | 87  |     |                                  |
| 8  | M. Recchi    | AD | 58 | 33 | 37 | 70  | 78  | A fini la saison chez les Flyers |
| 10 | R. Francis   | C  | 70 | 21 | 33 | 54  | 30  |                                  |
| 12 | B. Errey     | AG | 78 | 19 | 16 | 35  | 119 |                                  |
| 16 | J. Caufield  | AD | 50 | 0  | 0  | 0   | 175 |                                  |
| 15 | S. McEachern | AG | 15 | 0  | 4  | 4   | 0   |                                  |
| 18 | K. Priestlay | C  | 49 | 2  | 8  | 10  | 4   |                                  |
| 19 | B. Trottier  | C  | 63 | 11 | 18 | 29  | 54  |                                  |
| 20 | J. Leach     | AD | 38 | 5  | 4  | 9   | 8   |                                  |
| 24 | T. Loney     | AG | 76 | 10 | 16 | 26  | 127 |                                  |
| 25 | K. Stevens   | AG | 80 | 54 | 69 | 123 |     |                                  |
| 38 | J. Hrdina    | C  | 56 | 3  | 13 | 16  | 16  |                                  |
| 43 | J. Daniels   | AG | 2  | 0  | 0  | 0   | 0   |                                  |
| 45 | G. Mulvenna  | C  | 1  | 0  | 0  | 0   | 2   |                                  |
| 66 | M. Lemieux   | C  | 64 | 44 | 87 | 131 | 94  | C - Capitaine de l'équipe        |
| 68 | J. Jágr      | AD | 70 | 32 | 37 | 69  | 34  |                                  |
| 92 | R. Tocchet   | AD | 19 | 14 | 16 | 30  | 49  | A joué 42 matchs avec les Flyers |

Nota : PJ : parties jouées, V : victoires, D : défaites, N : nuls, Min : minutes jouées, Bc : buts contre, Bl : blanchissages, Moy : moyenne d'arrêt sur la saison, B : buts marqués, A : aides, Pun: minutes de pénalité

## Séries éliminatoires

### Résultats

#### Premier tour
En finissant troisième de la division Patrick, les Penguins rencontrent au premier tour des séries pour la Coupe Stanley, les Capitals, deuxièmes du groupe et perdent l'avantage de la glace.
| 19 avril | Pittsburgh | 1-3 (0-0, 1-2, 0-1) | Washington | Capital Centre |

| Feuille de match | Feuille de match                                        | Feuille de match | Feuille de match | Feuille de match |
| ---------------- | ------------------------------------------------------- | ---------------- | --- | ---------------- |
|                  | - 23 min 41 s — T. Loney (J.Mullen - U. Samuelsson) - - | 0-1 1-1 1-2 1-3  | 23 min 3 s — P. Bondra (M. Pivoňka - R. Burridge) - 33 min 42 s — J. Druce (C. Johansson) 57 min 52 s — P. Bondra (A. Iafrate - D. Khristitch) |                  |
| Tom Barrasso     | Gardiens                                                | Donald Beaupre   | |                  |
|                  |                                                         |                  | |                  |
| 31               | Tirs                                                    | 33               | |                  |

| 21 avril | Pittsburgh | 2-6 (2-3, 0-2, 0-1) | Washington | Capital Centre |

| Feuille de match | Feuille de match                                                                                       | Feuille de match                | Feuille de match | Feuille de match |
| ---------------- | --- | ------------------------------- | --- | ---------------- |
|                  | 5 min 16 s — L. Murphy (M. Lemieux - R. Tocchet) 7 min 8 s — K. Stevens (M. Lemieux - R. Tocchet) (SN) | 1-0 2-0 2-1 2-2 2-3 2-4 2-5 2-6 | - 10 min 4 s — D. Khristitch (D. Hunter - K. Hatcher) (SN) 13 min 42 s — P. Bondra (R. Langway - M. Pivoňka) 19 min 39 s — M. Pivoňka (D. Khristitch - K. Hatcher) (SN) 22 min 49 s — S. Côté (P. Bondra - M. Pivoňka) 29 min 47 s — D. Ciccarelli (M. Ridley - P. Bondra) (SN) 46 min 13 s — K. Miller (D. Ciccarelli - M. Ridley) |                  |
| Tom Barrasso     | Gardiens                                                                                               | Donald Beaupre                  | |                  |
|                  | |                                 | |                  |
|                  | |                                 | |                  |

| 23 avril | Washington | 4-6 (2-1, 0-4, 2-1) | Pittsburgh | Pittsburgh Civic Arena |

| Feuille de match | Feuille de match | Feuille de match                        | Feuille de match | Feuille de match |
| ---------------- | --- | --------------------------------------- | --- | ---------------- |
|                  | - 6 min 27 s — P. Bourque (M. Lemieux - J. Jágr) - 21 min 46 s — J. Mullen (M. Lemieux - R. Francis) (SN) 27 min 35 s — J. Jágr (M. Lemieux - K. Samuelsson) (SN) 37 min 18 s — M. Lemieux (P. Stanton) 39 min 7 s — M. Lemieux (K. Stevens - R. Francis) (SN) - - 59 min 9 s — M. Lemieux (CV) | 1-0 1-1 2-1 2-2 2-3 2-4 2-5 3-5 4-5 4-6 | 1 min 33 s — K. Hatcher (M. Ridley - C. Johansson) - 17 min 47 s — D. Khristitch (D. Hunter - M. Pivoňka) (SN) - 53 min 57 s — A. Iafrate (M. Ridley - D. Ciccarelli) (SN) 57 min 48 s — K. Hatcher (S. Côté - M. Ridley) - |                  |
| Donald Beaupre   | Gardiens | Tom Barrasso                            | |                  |
|                  | |                                         | |                  |
|                  | |                                         | |                  |

| 25 avril | Washington | 7-2 (3-0, 0-0, 4-2) | Pittsburgh | Pittsburgh Civic Arena |

| Feuille de match | Feuille de match | Feuille de match                           | Feuille de match                                                                                | Feuille de match |
| ---------------- | --- | ------------------------------------------ | ----------------------------------------------------------------------------------------------- | ---------------- |
|                  | 4 min 39 s — T. Krygier (D. Tippett) 7 min 22 s — D. Ciccarelli (M. Ridley - K. Miller) 19 min 29 s — D. Khristitch (K. Hatcher - C. Johansson) (SN) 41 min 35 s — D. Ciccarelli (M. Ridley - K. Hatcher) - 46 min 17 s — D. Ciccarelli (D. Hunter) 46 min 34 s — P. Bondra (D. Hunter - P. MacDermid) - 58 min 16 s — D. Ciccarelli (M. Ridley - C. Johansson) | 1-0 2-0 3-0 4-0 4-1 5-1 6-1 6-2 7-2        | - 45 min 25 s — M. Lemieux (R. Francis - J. Jágr) - 52 min 45 s — B. Trottier (P. Bourque - ) - |                  |
| Donald Beaupre   | Gardiens | Tom Barrasso (20 min) Ken Wregget (40 min) |                                                                                                 |                  |
|                  | |                                            |                                                                                                 |                  |
|                  | |                                            |                                                                                                 |                  |

| 27 avril | Pittsburgh | 5-2 (1-1, 2-1, 2-0) | Washington | Capital Centre |

| Feuille de match | Feuille de match | Feuille de match            | Feuille de match                                                                                            | Feuille de match |
| ---------------- | --- | --------------------------- | --- | ---------------- |
|                  | 2 min 43 s — B. Trottier (K. Stevens - P. Bourque) - 30 min 16 s — B. Errey (J. Jágr - L. Murphy) 37 min 32 s — L. Murphy (M. Lemieux - K. Stevens) (SN) 46 min 59 s — J. Jágr 59 min 10 s — B. Errey (B. Trottier - G. Roberts) (CV) | 1-0 1-1 1-2 2-2 3-2 4-2 5-2 | - 12 min 36 s — T. Krygier (S. Côté - B. Schlegel) 27 min 53 s — A. Iafrate (M. Ridley - D. Ciccarelli) - - |                  |
|                  | |                             | |                  |
|                  | |                             | |                  |
|                  | |                             | |                  |

| 29 avril | Pittsburgh | 6-4 (2-3, 3-1, 1-0) | Washington | Pittsburgh Civic Arena |

| Feuille de match | Feuille de match | Feuille de match                        | Feuille de match | Feuille de match |
| ---------------- | --- | --------------------------------------- | --- | ---------------- |
|                  | 2 min 48 s — K. Stevens (S. McEachern - M. Lemieux) 5 min 5 s — K. Stevens (M. Lemieux - L. Murphy) (SN) - 29 min 10 s — J. Mullen (R. Francis - ) 31 min 1 s — P. Bourque (M. Lemieux - K. Stevens) (SN) 38 min 19 s — M. Lemieux (J. Jágr - L. Murphy) (SN) 54 min 41 s — M. Lemieux (R. Francis - K. Stevens) (SN) | 1-0 2-0 2-1 2-2 2-3 2-4 3-4 4-4 5-4 6-4 | - 12 min 30 s — D. Hunter (M. Pivoňka) 15 min 19 s — P. Bondra (C. Johansson - T. Krygier) 18 min 19 s — P. Bondra (A. Iafrate - D. Ciccarelli) (SN) 23 min 55 s — A. Iafrate (M. Ridley - K. Miller) - - |                  |
| Donald Beaupre   | Gardiens | Tom Barrasso                            | |                  |
|                  | |                                         | |                  |
|                  | |                                         | |                  |

| 1er mai | Pittsburgh | 3-1 (1-0, 1-1, 1-0) | Washington | Capital Centre |

| Feuille de match | Feuille de match | Feuille de match | Feuille de match                           | Feuille de match |
| ---------------- | --- | ---------------- | ------------------------------------------ | ---------------- |
|                  | 14 min 1 s — M. Lemieux (R. Francis - L. Muprhy) - 29 min 40 s — J. Jágr (M. Lemieux - R. Francis) (SN) 59 min 27 s J. Mullen (R. Francis) (CV) | 1-0 1-1 2-1 3-1  | - 20 min 24 s — A. Iafrate (M. Ridley) - - |                  |
| Tom Barrasso     | Gardiens | Donald Beaupre   |                                            |                  |
|                  | |                  |                                            |                  |
|                  | |                  |                                            |                  |

#### Deuxième tour
Les Penguins affrontent en demi-finale de conférence les Rangers, champions de la saison et vainqueurs des Devils du New Jersey en première ronde en sept matchs. Au cours du deuxième match contre les Rangers, Lemieux sort sur blessure à la suite d'un coup de crosse d'Adam Graves qui vient lui briser le poignet et lui fait manquer cinq matchs des séries. La relève est assurée par les autres joueurs de l'équipe et notamment par Ron Francis. Épaulé par Jágr et Kevin Stevens, Francis est le héros du quatrième match en inscrivant un coup du chapeau dont un but depuis la ligne bleue et son troisième en prolongation.
| 3 mai | Penguins de Pittsburgh | 4-2 (2-0, 2-2, 0-0) | Rangers de New York | Madison Square Garden |

| Feuille de match | Feuille de match | Feuille de match        | Feuille de match                                                                                  | Feuille de match |
| ---------------- | --- | ----------------------- | ------------------------------------------------------------------------------------------------- | ---------------- |
|                  | 13 min 56 s — T. Loney (B. Trottier - P. Bourque) 15 min 22 s — L. Murphy (J. Jágr) 22 min 0 s — K. Stevens (R. Francis - M. Lemieux) (SN) - 42 min 8 s — R. Francis (K. Stevens - M. Lemieux) | 1-0 2-0 3-0 3-1 3-2 4-2 | - 23 min 2 s — K. King (J. Wells - J. Cirella) 30 min 24 s — T. Amonte (J. Cirella - B. Leetch) - |                  |
| Tom Barrasso     | Gardiens | John Vanbiesbrouck      |                                                                                                   |                  |
|                  | |                         |                                                                                                   |                  |
|                  | |                         |                                                                                                   |                  |

| 5 mai | Penguins de Pittsburgh | 2-4 (1-0, 1-1, 0-3) | Rangers de New York | Madison Square Garden |

| Feuille de match | Feuille de match                                                           | Feuille de match        | Feuille de match | Feuille de match |
| ---------------- | -------------------------------------------------------------------------- | ----------------------- | --- | ---------------- |
|                  | 1 min 29 s — K. Stevens (T. Loney - J. Paek) - 36 min 13 s — L. Murphy - - | 1-0 1-1 2-1 2-2 2-3 2-4 | - 33 min 53 s — B. Leetch (D. Weight) - 52 min 36 s — J. Beukeboom (M. Gartner) 54 min 36 s — K. King (J. Cirella - T. Amonte) 59 min 57 s — J. Beukeboom (CV) |                  |
| Tom Barrasso     | Gardiens                                                                   | Mike Richter            | |                  |
|                  |                                                                            |                         | |                  |
|                  |                                                                            |                         | |                  |

| 7 mai | Rangers de New York | 6-5 (pr) (3-1, 1-3, 1-1, 1-0) | Penguins de Pittsburgh | Pittsburgh Civic Arena |

| Feuille de match | Feuille de match | Feuille de match                            | Feuille de match | Feuille de match |
| ---------------- | --- | ------------------------------------------- | --- | ---------------- |
|                  | 3 min 45 s — A. Graves (R. Gilhen - J. Erixon) 4 min 36 s — T. Kerr (B. Leetch - M. Gartner) (SN) - 17 min 14 s — S. Nemtchinov (J. Erixon - J. Beukeboom) - 26 min 24 s — M. Gartner (B. Leetch) - 45 min 24 s — J. Erixon (B. Leetch - S. Nemtchinov) (IN) - 61 min 29 s — K. King (P. Broten - M. Hardy) | 1-0 2-0 2-1 3-1 3-2 4-2 4-3 4-4 5-4 5-5 6-5 | - 11 min 0 s — K. Stevens (R. Francis - S. McEachern) - 21 min 9 s — R. Francis (P. Stanton - J. Jágr) - 33 min 6 s — R. Francis (K. Stevens) 37 min 29 s — L. Murphy (J. Jágr - J. Callander) (SN) - 50 min 13 s — K. Stevens (S. McEachern - P. Stanton) - |                  |
| Mike Richter     | Gardiens | Tom Barrasso                                | |                  |
|                  | |                                             | |                  |
|                  | |                                             | |                  |

| 9 mai | Rangers de New York | 4-5 (pr) (2-1, 1-1, 1-2, 0-1) | Penguins de Pittsburgh | Pittsburgh Civic Arena |

| Feuille de match                                            | Feuille de match | Feuille de match                    | Feuille de match | Feuille de match |
| ----------------------------------------------------------- | --- | ----------------------------------- | --- | ---------------- |
|                                                             | 4 min 56 s — R. Gilhen 13 min 4 s — T. Amonte (M. Gartner) - 30 min 49 s — M. Messier (B. Leetch - M. Gartner) (SN) - 40 min 46 s — M. Messier (T. Amonte - J. Beukeboom) - - | 1-0 2-0 2-1 3-1 3-2 4-2 4-3 4-4 4-5 | - 13 min 28 s — M. Needham (T. Loney - J. Callander) - 39 min 54 s — R. Francis (K. Stevens - P. Stanton) (SN) - 50 min 37 s — R. Francis (J. Hrdina - K. Stevens) 51 min 52 s — T. Loney (J. Jágr - L. Murphy) 62 min 47 s — R. Francis (L. Murphy - K. Stevens) (SN) |                  |
| Mike Richter (51 min 58 s) John Vanbiesbrouck (10 min 49 s) | Gardiens | Tom Barrasso                        | |                  |
|                                                             | |                                     | |                  |
|                                                             | |                                     | |                  |

| 11 mai | Penguins de Pittsburgh | 3-2 | Rangers de New York | Madison Square Garden |

| Feuille de match | Feuille de match | Feuille de match   | Feuille de match                                                                                                 | Feuille de match |
| ---------------- | --- | ------------------ | --- | ---------------- |
|                  | 1 min 15 s — R. Tocchet (R. Francis - L. Murphy) 7 min 4 s — J. Jágr (LP) - 54 min 27 s — J. Jágr (S. McEachern - G. Roberts) |                    | - 26 min 59 s — D. Turcotte (M. Gartner - B. Leetch) (SN) 41 min 51 s — M. Gartner (M. Messier - J. Beukeboom) - |                  |
| Tom Barrasso     | Gardiens | John Vanbiesbrouck | |                  |
|                  | |                    | |                  |
|                  | |                    | |                  |

| 13 mai | Rangers de New York | 1-5 (0-0, 1-3, 0-2) | Penguins de Pittsburgh | Pittsburgh Civic Arena |

| Feuille de match   | Feuille de match                              | Feuille de match        | Feuille de match | Feuille de match |
| ------------------ | --------------------------------------------- | ----------------------- | --- | ---------------- |
|                    | - 27 min 42 s — D. Weight (S. Nemtchinov) - - | 0-1 1-1 1-2 1-3 1-4 1-5 | 25 min 57 s — R. Tocchet (P. Bourque - R. Francis) - 31 min 22 s — J. Jágr 33 min 43 s — S. McEachern 58 min 11 s — R. Tocchet (R. Francis - T. Barrasso) (CV) 59 min 19 s — R. Francis (B. Trottier - R. Tocchet) (CV) |                  |
| John Vanbiesbrouck | Gardiens                                      | Tom Barrasso            | |                  |
|                    |                                               |                         | |                  |
|                    |                                               |                         | |                  |

#### Troisième tour - finale de conférence
En finale de la conférence Prince de Galles, les Penguins affrontent les Bruins de Boston deuxièmes de la division Adams sur la saison régulière. Lemieux revient finalement au jeu pour participer à la série contre les Bruins et lors du quatrième match, il inscrit ce qui est souvent considéré comme un de ses dix plus beaux buts : sur une échappée, seul Raymond Bourque est là pour défendre et les deux joueurs patinent vers le but des Bruins. Lemieux passe alors le palet au milieu des patins de Bourque qui ne sait plus trop où celui-ci se trouve et, finalement, Lemieux inscrit le but contre Andy Moog.
| 17 mai | Pittsburgh | 4-3 (pr) (2-2, 0-1, 1-0, 1-0) | Boston | Pittsburgh Civic Arena |

| Feuille de match | Feuille de match | Feuille de match            | Feuille de match                                                                                      | Feuille de match |
| ---------------- | --- | --------------------------- | --- | ---------------- |
|                  | Trottier (Barrasso ) — 3 min 26 s - Callander (Michayluk ) — 14 min 22 s - McEachern (Tocchet ) — 52 min 27 s Jágr (Samuelsson ) — 69 min 44 s | 1-0 1-1 1-2 2-2 2-3 3-3 4-3 | - Sweeney — 5 min 40 s (IN) Donato (Douris ) — 13 min 35 s - Wesley (Juneau, Oates) — 36 min 16 s - - |                  |
| Barrasso         | Gardiens | Moog                        | |                  |
| 14 min           | Pénalités | 12 min                      | |                  |
| 31               | Tirs | 41                          | |                  |

| 19 mai | Pittsburgh | 5-2 (2-1, 1-0, 2-1) | Boston | Pittsburgh Civic Arena |

| Feuille de match | Feuille de match | Feuille de match            | Feuille de match                                                        | Feuille de match |
| ---------------- | --- | --------------------------- | ----------------------------------------------------------------------- | ---------------- |
|                  | - Loney (Stanton, Jágr) — 6 min 2 s Jágr (Francis, Loney) — 17 min 7 s Tocchet (Lemieux, Stevens) — 31 min 35 s (SN) - Lemieux (Stevens, Murphy) — 52 min 47 s (SN) Lemieux (Jágr, U. Samuelsson) — 59 min 59 s (SN) | 0-1 1-1 2-1 3-1 3-2 4-2 5-2 | Murray (Oates ) — 59 s - Oates (Donato, Bourque) — 49 min 43 s (SN) - - |                  |
| Barrasso         | Gardiens | Moog                        |                                                                         |                  |
| 12 min           | Pénalités | 27 min                      |                                                                         |                  |
| 23               | Tirs | 20                          |                                                                         |                  |

| 21 mai | Boston | 1-5 (0-3, 0-1, 1-1) | Pittsburgh | Boston Garden |

| Feuille de match | Feuille de match                         | Feuille de match        | Feuille de match | Feuille de match |
| ---------------- | ---------------------------------------- | ----------------------- | --- | ---------------- |
|                  | - Juneau (Wesley, Oates) — 48 min 11 s - | 0-1 0-2 0-3 0-4 1-4 1-5 | Stevens (Lemieux, Jágr) — 9 min 8 s Stevens (Francis, Tocchet) — 12 min 42 s (SN) Stevens (Lemieux, Tocchet) — 15 min 3 s Trottier (Jágr, Loney) — 28 min 26 s - Stevens (Lemieux, Jágr) — 54 min 31 s |                  |
| Moog             | Gardiens                                 | Barrasso                | |                  |
| 19 min           | Pénalités                                | 6 min                   | |                  |
| 31               | Tirs                                     | 28                      | |                  |

| 23 mai | Boston | 1-5 (0-2, 0-2, 1-1) | Pittsburgh | Boston Garden |

| Feuille de match | Feuille de match                           | Feuille de match        | Feuille de match | Feuille de match |
| ---------------- | ------------------------------------------ | ----------------------- | --- | ---------------- |
|                  | - Leach (Carpenter, Oates) — 45 min 53 s - | 0-1 0-2 0-3 0-4 1-4 1-5 | Jágr (Francis, Stanton) — 4 min 51 s Lemieux — 13 min 9 s (IN) Stanton (Francis, McEachern) — 25 min 27 s Lemieux (Tocchet ) — 35 min 58 s - Michayluk (Callander, Hrdina) — 59 min 43 s |                  |
| Moog             | Gardiens                                   | Barrasso                | |                  |
| 24 min           | Pénalités                                  | 13 min                  | |                  |
| 30               | Tirs                                       | 25                      | |                  |

#### Finale de la Coupe Stanley
Pour la finale de la Coupe Stanley, les Pens rencontrent les Blackhawks. Au cours du deuxième match de la série, Jeremy Roenick se blesse au pouce par un coup de crosse de Kevin Stevens puis de Rick Tocchet plus tard dans le match. Chicago perd alors ce match sur la marque de 3 buts à 1. Lors du premier match, Lemieux inscrit le but de la victoire alors qu’il ne reste qu’une poignée de secondes de jeu. Les Penguins jouent alors en supériorité numérique à la suite d'une pénalité sifflée sur Steve Smith, ce dernier ayant accroché Lemieux qui partait au but juste avant. Ron Francis remporte l’engagement qui suit, fait une passe en arrière à Murphy qui tire immédiatement sur Ed Belfour. Celui-ci ne peut contrôler le palet, le rebond est pour Lemieux qui a les buts vides devant lui pour la victoire sur le fil de son équipe. Pour la première fois depuis la finale de finale de 1988, la Coupe Stanley est remportée avec aucune victoire pour l'équipe battue. Les Penguins remportent leur seconde Coupe en deux ans.
| 26 mai | Pittsburgh | 5-4 (1-3, 2-1, 2-0) | Chicago | Pittsburgh Civic Arena |

| Feuille de match, | Feuille de match, | Feuille de match,                   | Feuille de match, | Feuille de match, |
| ----------------- | --- | ----------------------------------- | --- | ----------------- |
|                   | - Bourque (Tocchet, Francis) — 17 min 26 s (SN) - Tocchet (Stanton, McEachern) — 35 min 24 s M. Lemieux (Stevens ) — 36 min 23 s Jágr — 55 min 3 s M. Lemieux (Murphy, Francis) — 59 min 47 s (SN) | 0-1 0-2 0-3 1-3 1-4 2-4 3-4 4-4 5-4 | Chelios (Sutter ) — 6 min 34 s (SN) Michel Goulet — 13 min 17 s Graham (Chelios ) — 13 min 43 s - Sutter (Larmer, Chelios) — 31 min 36 s - - |                   |
| Barrasso          | Gardiens | Belfour                             | |                   |
| 8 min             | Pénalités | 12 min                              | |                   |
| 3                 | Tirs | 34                                  | |                   |

| 28 mai | Pittsburgh | 3-1 (1-0, 2-1, 0-0) | Chicago | Pittsburgh Civic Arena |

| Feuille de match, | Feuille de match, | Feuille de match, | Feuille de match,                               | Feuille de match, |
| ----------------- | --- | ----------------- | ----------------------------------------------- | ----------------- |
|                   | Errey (Paek ) — 9 min 52 s (IN) - M. Lemieux (Tocchet ) — 32 min 55 s (SN) M. Lemieux (Tocchet, K. Samuelsson) — 35 min 23 s | 1-0 1-1 2-1 3-1   | - Marchment (Noonan, Gilbert) — 30 min 24 s - - |                   |
|                   | |                   |                                                 |                   |
| 6 min             | Pénalités | 10 min            |                                                 |                   |
| 25                | Tirs | 19                |                                                 |                   |

| 30 mai | Chicago | 0-1 (0-1, 0-0, 0-0) | Pittsburgh | Chicago Stadium 18 472 spectateurs |

| Feuille de match, | Feuille de match, | Feuille de match, | Feuille de match,                     | Feuille de match, |
| ----------------- | ----------------- | ----------------- | ------------------------------------- | ----------------- |
|                   | -                 |                   | Stevens (Paek, Tocchet) — 15 min 26 s |                   |
| Belfour           | Gardiens          | Barrasso          |                                       |                   |
| 21 min            | Pénalités         | 10 min            |                                       |                   |
| 27                | Tirs              | 20                |                                       |                   |

| 1er juin | Chicago | 5-6 (2-3, 1-1, 1-2) | Pittsburgh | Chicago Stadium 18 472 spectateurs |

| Feuille de match                         | Feuille de match | Feuille de match                            | Feuille de match | Feuille de match |
| ---------------------------------------- | --- | ------------------------------------------- | --- | ---------------- |
|                                          | - Graham (Matteau, Chelios) — 6 min 21 s - Graham (Chelios) — 6 min 51 s - Graham (Noonan, J. Lemieux) — 16 min 1 s - Roenick (Noonan, Gilbert) — 35 min 40 s - - Roenick (Grimson, Buskas) — 51 min 18 s | 0-1 1-1 1-2 2-2 2-3 3-3 3-4 4-4 4-5 4-6 5-6 | Jágr (Loney) — 1 min 37 s - Stevens (M. Lemieux, Tocchet) — 6 min 33 s - M. Lemieux (Murphy, Stevens) — 10 min 13 s - Tocchet (Stevens) — 20 min 58 s - Murphy (Tocchet) — 44 min 51 s Francis (McEachern, Paek) — 47 min 59 s - |                  |
| Belfour (6 min 33 s) Hašek (53 min 27 s) | Gardiens | Barrasso                                    | |                  |
| 12 min                                   | Pénalités | 18 min                                      | |                  |
| 29                                       | Tirs | 29                                          | |                  |

### Composition de l'équipe
Gardiens de but
Tom Barrasso a joué l'intégralité des matchs des séries des Penguins récoltant 2 passes décisives et 4 minutes de pénalités.
Défenseurs
|    | Joueur        | PJ | B | A  | Pts | PUN | Commentaires |
| -- | ------------- | -- | - | -- | --- | --- | ------------ |
| 2  | J. Paek       | 19 | 0 | 4  | 4   | 6   |              |
| 3  | G. Jennings   | 10 | 0 | 0  | 0   | 12  |              |
| 5  | U. Samuelsson | 21 | 0 | 2  | 2   | 39  |              |
| 22 | P. Stanton    | 21 | 1 | 7  | 8   | 42  |              |
| 23 | K. Samuelsson | 15 | 0 | 3  | 3   | 12  |              |
| 28 | G. Roberts    | 19 | 0 | 2  | 2   | 32  |              |
| 29 | P. Bourque    | 21 | 3 | 4  | 7   | 25  |              |
| 55 | L. Murphy     | 21 | 6 | 10 | 16  | 19  |              |

Attaquants
|    | Joueur       |    | PJ | B  | A  | Pts | PUN | Commentaires                                          |
| -- | ------------ | -- | -- | -- | -- | --- | --- | ----------------------------------------------------- |
| 7  | J. Mullen    | AD | 9  | 3  | 1  | 4   | 4   |                                                       |
| 10 | R. Francis   | C  | 21 | 8  | 19 | 27  | 6   |                                                       |
| 12 | B. Errey     | AG | 14 | 3  | 0  | 3   | 10  |                                                       |
| 14 | J. Callander | AD | 12 | 1  | 3  | 4   | 2   | A joué la saison régulière avec les Lumberjacks (LIH) |
| 16 | J. Caufield  | AD | 5  | 0  | 0  | 0   | 2   |                                                       |
| 15 | S. McEachern | AG | 19 | 2  | 7  | 9   | 4   |                                                       |
| 19 | B. Trottier  | C  | 21 | 4  | 3  | 7   | 8   |                                                       |
| 24 | T. Loney     | AG | 21 | 4  | 5  | 9   | 32  |                                                       |
| 25 | K. Stevens   | AG | 21 | 13 | 15 | 28  | 28  |                                                       |
| 34 | D. Michayluk | AG | 7  | 1  | 1  | 2   | 0   | A joué la saison régulière avec les Lumberjacks (LIH) |
| 38 | J. Hrdina    | C  | 21 | 0  | 2  | 2   | 16  |                                                       |
| 39 | M. Needham   | AD | 5  | 1  | 0  | 1   | 2   | A joué la saison régulière avec les Lumberjacks (LIH) |
| 66 | M. Lemieux   | C  | 15 | 16 | 18 | 34  | 2   | C - Capitaine de l'équipe                             |
| 68 | J. Jágr      | AD | 21 | 11 | 13 | 24  | 6   |                                                       |
| 92 | R. Tocchet   | AD | 14 | 6  | 13 | 19  | 24  |                                                       |

## Trophées et honneurs

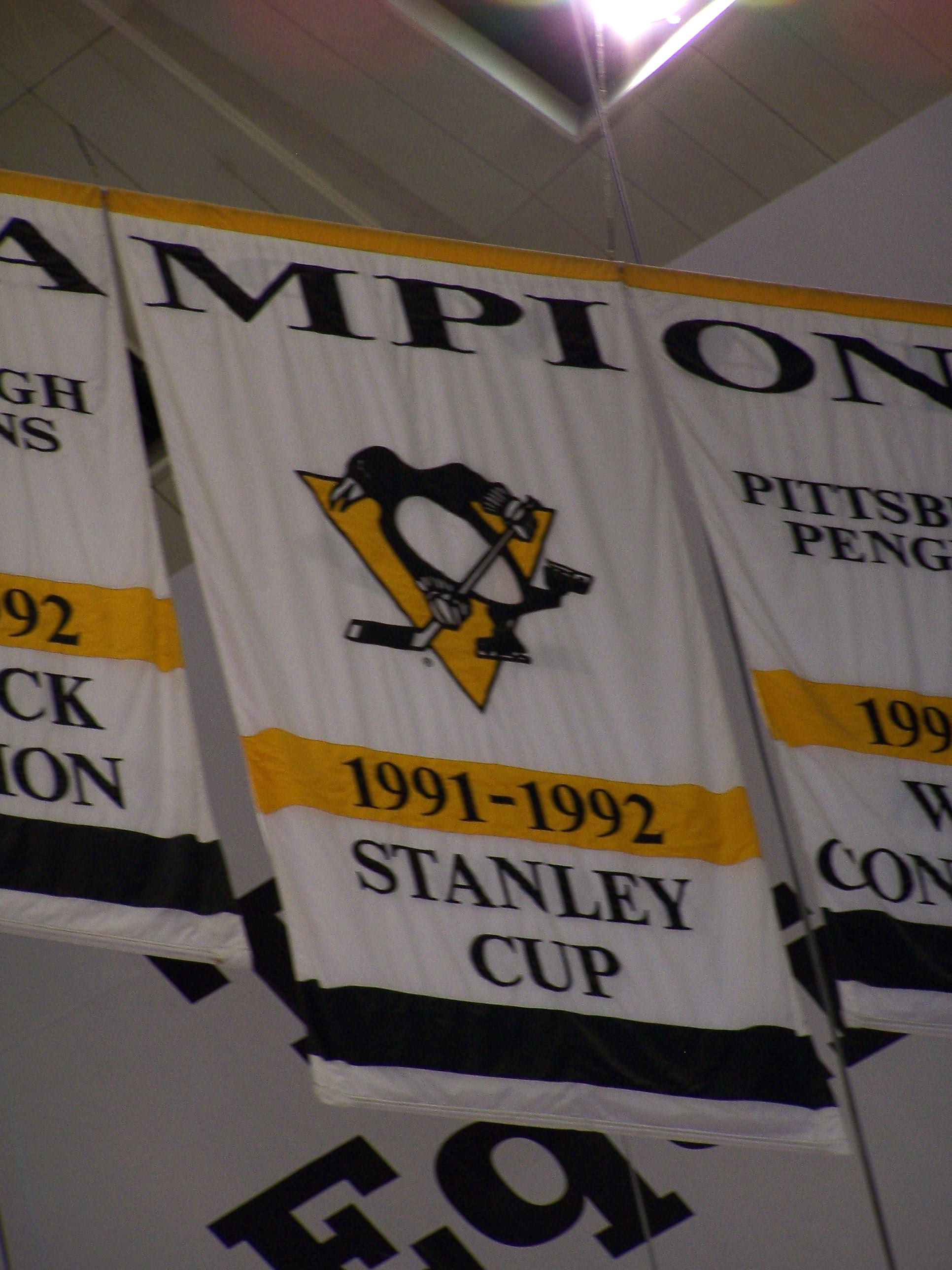
Les bannières accrochées dans le Pittsburgh Civic Arena commémorant les titres de 1992.

### Meilleurs pointeurs
Saison régulière
- Kevin Stevens a été le meilleur marqueur de la saison des Penguins avec 54 buts et Larry Murphy a été le meilleur défenseur des Penguins pour inscrire des buts (21). Pour la troisième année consécutive, le meilleur buteur de la saison est Brett Hull avec 70 réalisations.
- Mario Lemieux a été le meilleur passeur des Penguins (87) juste derrière Wayne Gretzky des Kings avec 90 passes. Larry Murphy a été le meilleur défenseur-passeur des Penguins (56).
- Finalement, Lemieux aura été le meilleur pointeur de la saison à la fois des Penguins et de toute la Ligue avec 131 points alors que Stevens finira juste derrière lui avec 123 points. Gretzky est le troisième meilleur pointeur de la saison (121). Murphy aura été le meilleur pointeur des défenseurs avec 77 points.
- Kevin Stevens est le joueur de la saison des Penguins le plus pénalisé avec 256 minutes de pénalité, juste devant Ulf Samuelsson avec 206 minutes. Mike Peluso des Blackhawks aura été le joueur le plus puni de la saison (408 minutes).

Séries éliminatoires
- Mario Lemieux finit le meilleur buteur des séries pour les Penguins avec 16 buts et Murphy meilleur défenseur buteur avec 6 buts.
- Ron Francis a réalisé le plus de passes décisives des séries (19) et Murphy encore une fois réalise le plus de passes pour un défenseur des Penguins (10).
- Lemieux finit meilleur pointeur des Penguins (34) et Murphy l'accompagne en tant que premier défenseur (16 points).
- Troy Loney est l'attaquant des Penguins le plus pénalisé des séries (32 minutes). Le défenseur le plus pénalisé est Paul Stanton avec 42 pénalités.

### Trophées reçus
L'équipe reçoit le trophée Prince de Galles en tant que vainqueur de la finale de la conférence Est et Lemieux finissant meilleur pointeur de la saison gagne le trophée Art-Ross et il gagne également le trophée Conn-Smythe du meilleur joueur des séries.

## Noms inscrits sur la Coupe Stanley
La Ligue nationale de hockey autorise chaque équipe championne de la Coupe Stanley à inscrire un total de 52 personnes comprenant joueurs et dirigeants. Les personnes des Penguins inscrits sur la Coupe sont les suivants :
- Dirigeants :

Morris Belzberg, Howard Baldwin, Thomas Ruta, Donn Patton, Paul Martha, Craig Patrick, Bob Johnson, Scott Bowman, Barry Smith, Rick Kehoe, Pierre McGuire, Gilles Meloche, Rick Patterson, Steve Latin, Skip Thayer, John Welday, Greg Malone, Les Binkley, Charlie Hodge, John Gill, Ralph Cox
- Joueurs :

Mario Lemieux, Ron Francis, Bryan TrottierKevin Stevens, Bob Errey, Phil Bourque, Troy Loney, Rick Tocchet, Joe Mullen, Jaromir Jagr, Jiri Hrdina, Shawn McEachern, Ulf Samuellsson, Kjell Samuelsson, Larry Murphy, Gord Roberts, Jim Paek, Paul Stanton, Tom Barrasso, Ken Wregget, Jay Caufield, Jamie Leach, Wendell Young, Grant Jennings, Peter Taglianetti, Jock Callander, Dave Michayluk, Mike Needham, Jeff Chychrun, Ken Priestlay, Jeff Daniels